# La nuit sera longue (série télévisée)
Pour les articles homonymes, voir La nuit sera longue.
La nuit sera longue (La noche más larga) est une mini-série espagnole à suspense diffusée à l'international le 8 juillet 2022 sur Netflix.

## Distribution
- Luis Callejo (es) (VF : Yann Guillemot) : Simón Lago
- Alberto Ammann (VF : Arnaud Léonard) : Hugo Roca
- María Caballero (VF : Charlotte D'Ardalhon) : Laura
- Bárbara Goenaga (VF : Marie-Eugénie Maréchal) : Dr Elisa Montero
- José Luis García Pérez (VF : Éric Aubrahn) : Lennon
- Roberto Álamo (VF : Gilles Morvan) : Ruso
- Daniel Albaladejo (es) (VF : Boris Rehlinger) : Cherokee
- Huichi Chiu (es) : Emma
- César Mateo (es) (VF : Benjamin Gasquet) : Willy
- Jean Cruz (es) (VF : Baptiste Marc) : Diego
- Sabela Arán (es) : Macarena Montes
- Cecilia Freire (VF : Pascale Mompez) : Manuela Muñoz
- Laia Manzanares (VF : Bérénice Bala) : Sara Oliver
- Lucía Díez (VF : Camille Timmerman) : Nuria
- David Solans (VF : Juan Llorca) : Javi
- Pablo Alamá : Rey
- Xabier Deive (gl) (VF : Julien Kramer) : Bastos
- Javier Bódalo (es) (VF : Pascal Grull) : Jeringa
- Elisa Matilla (es) (VF : Sybille Tureau) : Rosa
- Ángel Pardo (es) : Andrés
- Alejandro Tous (es) : le client
- Simon Ramos (VF : Jonathan Amram) : Pincho

 Source et légende : version française (VF) sur RS Doublage

## Épisodes
Les épisodes, sans titres, sont numérotés de un à six.